# Belaja
Die Belaja (russisch Бе́лая, baschkirisch Ағиҙел, tatarisch Агыйдел/Ağidel, udmurtisch Тӧдьы Кам (alle ungefähr „Weißer Fluss“), Mari Ош Виче („Weiße Wjatka“)) ist ein linker und mit 1430 km Länge der größte Nebenfluss der Kama im europäischen Teil Russlands.

## Beschreibung
Die Belaja entspringt in Baschkortostan im südlichen Ural, östlich des Iremel-Massivs. Sie fließt zunächst in südwestliche Richtung, ehe sie etwa 10 km nordöstlich von Kumertau nach Norden umschwenkt. Entlang ihres Laufs durchfließt sie u. a. die Großstädte Salawat, Sterlitamak und Ufa, wo sie das Wasser der Ufa und der Djoma aufnimmt. In ihrem weiteren Verlauf in Richtung Nordwesten mäandriert sie sehr stark, ehe sie nahe der Grenze der autonomen Republiken Baschkortostan und Tatarstan in den Nischnekamsker Stausee mündet, der durch Aufstauung der Kama entstanden ist.